# Frances Marion

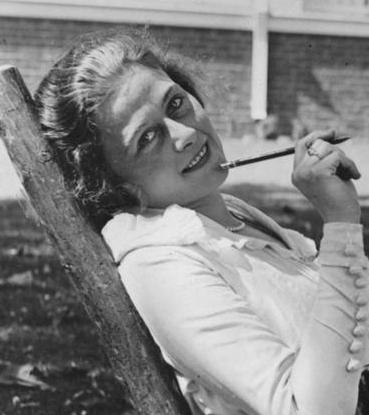
Frances Marion (1918)

Frances Marion (* 18. November 1888 in San Francisco, Kalifornien; † 12. Mai 1973 in Los Angeles, Kalifornien; eigentlich Marion Benson Owens) war eine US-amerikanische Drehbuchautorin und Regisseurin.

## Leben
Frances Marion begann ihre Karriere als Journalistin für den San Francisco Examiner und war eine der ersten weiblichen Kriegskorrespondentinnen während des Ersten Weltkriegs. 1915 begann sie ihre Karriere als Drehbuchautorin in Hollywood, damals neben dem Beruf des Filmeditors eine der wenigen Domänen, in denen Männer und Frauen gleichberechtigt tätig waren. In den 1920er Jahren schrieb sie eine Reihe von Drehbüchern für FBO, wo ihr Mann, Fred Thomson, der führende Westerndarsteller war. In den Folgejahren stieg sie zu einer der höchstbezahlten Autorinnen in der Industrie auf. 
Den Durchbruch hatte sie durch ihre jahrelange Zusammenarbeit mit Mary Pickford, mit der sie eng an den Drehbüchern zu Erfolgen wie The Little Pincess oder Little Lord Fountleroy kooperierte. Mitte der 1920er wechselte sie zu MGM, wo sie bei einigen Komödien von Marion Davies neben dem Verfassen des Drehbuchs auch die Regie mit übernahm. 1927 besorgte sie ihrer Freundin Marie Dressler, die in finanziellen Schwierigkeiten war, einen Vertrag mit dem Studio und besorgte ihr einige gute Rollen, darunter in Anna Christie neben Greta Garbo. 
1930 und 1932 gewann sie für ihre Arbeiten an Hölle hinter Gittern (The Big House) und Der Champ jeweils den Oscar für das beste adaptierte Drehbuch. Die beiden Filme waren maßgeblich für den Aufstieg von Wallace Beery zu einem der Stars von MGM. Beery war ebenfalls ein guter Freund von Frances Marion. 
Ihr zweiter Ehemann war der Regisseur George W. Hill, der bei einigen ihrer Arbeiten die Regie übernahm, so bei Hölle hinter Gittern und The Secret Six. 
Im Laufe ihrer Karriere schrieb sie Drehbücher zu mehr als 130 Filmen und gehörte zu den herausragenden Drehbuchautoren der Filmgeschichte. Sie zog sich 1946 aus dem Filmgeschäft zurück und schrieb Romane und Theaterstücke.

## Filmografie (Drehbuch, Auswahl)
- 1917: Tillie Wakes Up
- 1917: The Little Princess
- 1917: The Poor Little Rich Girl
- 1917: Rebecca of Sunnybrook Farm
- 1918: Stella Maris
- 1919: Anne of Green Gables
- 1920: The Flapper

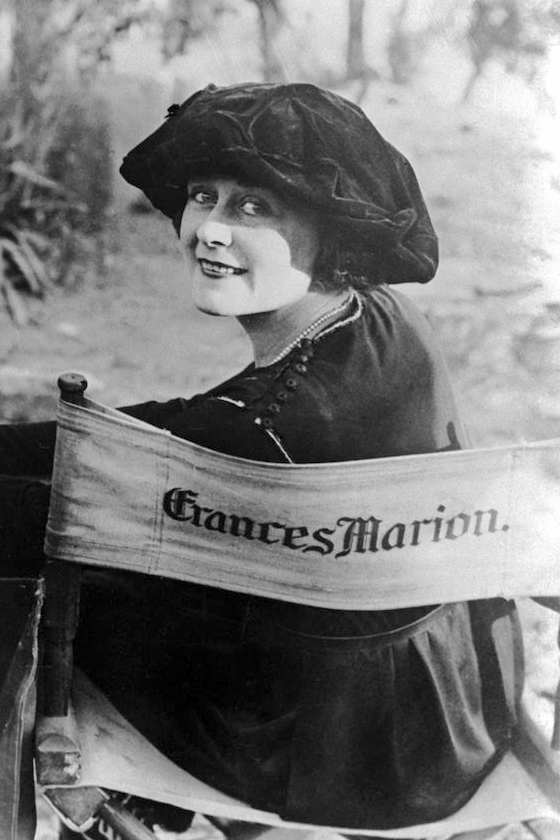
Frances Marion (1920)

- 1921: Der kleine Lord (Little Lord Fauntleroy)
- 1922: Lotosblume. Die Geschichte einer Madame Butterfly (The Toll of the Sea)
- 1923: Potash and Perlmutter
- 1923: An der Grenze des Gesetzes (Within the Law)
- 1924: Die Auswanderer. Farmerlos (Sundown)
- 1924: Im Sande der Arena (Thundering Hoofs)
- 1925: Das Opfer der Stella Dallas (Stella Dallas)
- 1925: Das Haus an der Grenze (Zander the Great)
- 1926: Der Sohn des Scheichs (The Son of the Sheikh)
- 1926: Entfesselte Elemente (The Winning of Barbara Worth)
- 1926: Der scharlachrote Buchstabe (The Scarlet Letter)
- 1927: Ein Bandit von Ehre (Jesse James)
- 1927: Anna Karenina (Love)
- 1927: Mr. Wu (Mr. Wu)
- 1928: Der Wind (The Wind)
- 1928: Die Fahrt ins Feuer (The Awakening) (Drehbuchvorlage)
- 1928: Die Masken des Erwin Reiner (The Masks of the Devil)
- 1929: Their Own Desire
- 1930: Anna Christie
- 1930: Banditenlied (The Rogue Song)
- 1930: Hölle hinter Gittern (The Big House)
- 1930: Die fremde Mutter (Min and Bill)
- 1931: Der Champ (The Champ)
- 1931: Die geheimen Sechs (The Secret Six)
- 1932: Emma, die Perle (Emma) (Drehbuchvorlage)
- 1932: Blondie of the Follies
- 1933: Secrets
- 1933: Der Boxer und die Lady (The Prizefighter and the Lady) (Drehbuchvorlage)
- 1933: Dinner um acht (Dinner at Eight)
- 1933: Ganovenbraut (Hold Your Man)
- 1936: Die Kameliendame (Camille)
- 1937: Tatjana (Knight Without Armour)
- 1940: Die grüne Hölle (Green Hell)

## Sekundärliteratur
- Cari Beauchamp: Without Lying Down: Frances Marion and the Powerful Women of Early Hollywood, University of California Press, Berkley 1998 (Reprint) ISBN 978-0520214927